# Kalaxilike (sockenhuvudort i Kina, Xinjiang Uygur Zizhiqu, Altay Diqu, lat 47,73, long 87,46)
Kalaxilike (kinesiska: 喀拉希力克, 喀拉希力克乡) är en sockenhuvudort i Kina. Den ligger i prefekturen Altay Diqu och den autonoma regionen Xinjiang, i den nordvästra delen av landet, omkring 440 kilometer norr om regionhuvudstaden Ürümqi. Antalet invånare är 5 035. Befolkningen består av 2 389 kvinnor och 2 646 män. Barn under 15 år utgör 20,0 %, vuxna 15-64 år 75 %, och äldre över 65 år 4,0 %.
Runt Kalaxilike är det glesbefolkat, med 15 invånare per kvadratkilometer. Närmaste större samhälle är Alakak, 3,4 km nordost om Kalaxilike. Trakten runt Kalaxilike består i huvudsak av gräsmarker.
Genomsnittlig årsnederbörd är 281 millimeter. Den regnigaste månaden är oktober, med i genomsnitt 40 mm nederbörd, och den torraste är februari, med 10 mm nederbörd.